# ゲーデル、エッシャー、バッハ
『ゲーデル、エッシャー、バッハ―あるいは不思議の環』（ゲーデル、エッシャー、バッハ―あるいはふしぎのわ）は、ダグラス・ホフスタッターによる1979年にアメリカ合衆国で刊行された一般向けの科学書である。原題は『Gödel, Escher, Bach: An Eternal Golden Braid』（直訳：ゲーデル、エッシャー、バッハ―永遠の金色の組み紐）であり、略してGEBと呼ばれる。
この本は、論理学者のクルト・ゲーデル 、画家のマウリッツ・エッシャー、作曲家のヨハン・ゼバスティアン・バッハの生涯や作品における共通のテーマを探索することで、数学・対称性・知能の基本概念を詳しく説明している。この本は、実例と分析を通して、自己参照と形式的なルールによって、それが「意味のない」要素でできているにもかかわらず、システムがどのように意味を獲得できるかについて議論している。また、コミュニケーションの意味、知識をどのように表現し保存するか、記号表現の方法と制限、さらには「意味」自体の基本的な概念についても説明する。
ホフスタッターは、この本のテーマに関する混乱に対して、この本は数学と芸術・数学と音楽の関係に関する本ではなく、隠された神経学的メカニズムから認識がどのように現れるかについて述べた本であることを強調した。この本の1つのポイントは、アリの巣において表れる社会組織と比較することによって、脳の個々のニューロンがどのように協調して首尾一貫した心の統一感覚を作り出すかについての類推を示す。
出版社は、本を説明するのに、「ルイス・キャロルの精神における心と機械の比喩的なフーガ」というキャッチコピーを使用した。

## 構造
『ゲーデル、エッシャー、バッハ』は、複数の話が織り交ざる物語の形をとる。主な章は架空のキャラクターによる対話が交互に現れる。多くは、最初にエレアのゼノンが、後に『亀がアキレスに言ったこと』でルイス・キャロルが使った「アキレスと亀」（ゼノンのパラドックス）の対話である。これらの起源は最初の2つの対話に関連しており、後の対話では蟹（カニ）などの新しいキャラクターが紹介される。これらの対話は、しばしば自己参照とメタフィクションに浸る。
作中では言葉遊びがよく使われている。複数のアイデアを結びつけるために駄洒落が時折現れる。例えば、「the Magnificrab, Indeed」はバッハの「Magnificat in D」（マニフィカト ニ調）、「SHRDLU, Toy of Man's Designing」はバッハのJesu, Joy of Man's Desiring（主よ、人の望みの喜びよ）の駄洒落であるし、「Typographical Number Theory」（TNT、字形的数論）は、それ自身について言及しようとすると必然的に爆発的に反応することから、TNT（トリニトロトルエン）に因んで名付けられている。精霊（アラビア語で「ジン」〈Djinn〉）と、様々な「トニック」（tonic、トニックウォーター）や音楽のトニックコード）についての対話には、「ジン・トニック」（Djinn and Tonic）というタイトルがつけられている。
本の中のある対話は、「蟹のカノン」の形式で書かれており、中点の前の全ての行が中点を過ぎた同一の行に対応している。会話は、出会ったときと別れるときのどちらにも使える「Good day」（「こんにちは」、「やあ」）のような一般的なフレーズの使用と、次の行の質問への回答としても機能する行の配置により、依然として意味をなす。「ナマケモノのカノン」では、あるキャラクターが別のキャラクターの質問に回答するが、それが質問者の言葉をゆっくりかつ否定したものになっている。

## テーマ
この本には、多くの再帰や自己参照の例が含まれており、オブジェクトやアイデアが自分自身について語ったり、参照したりする。その1つはクワインで、ホフスタッターがウィラード・ヴァン・オーマン・クワインへのオマージュで発明した言葉で、独自のソースコードを生成するプログラムを指している。もう1つは、目次に含まれる架空の作家 Egbert B. Gebstadter（エグバート・B・ゲブスタッター）である。Egbert B. Gebstadterは、頭文字がE、B、Gであり、姓がホフスタッター（Hofstadter）と部分的に一致する。「レコードプレーヤーX」と呼ばれる蓄音機は、「レコードプレーヤーXで演奏できない」というタイトルのレコード（これはゲーデルの不完全性定理のアナロジーである）、音楽のカノン様式の検査、エッシャーの「2つの手がお互いを描き合っているリトグラフ」についての議論によって破壊される。このような自己参照オブジェクトを説明するために、ホフスタッターは「不思議の環」（strange loop）という言葉を作った。これは、彼の次の本『わたしは不思議の環』（I Am a Strange Loop）で更に詳しく述べられている概念である。これらの自己参照オブジェクトによってもたらされる論理的な矛盾の多くを回避するために、ホフスタッターは禅の公案について説明している。彼は、自分の経験の外で現実を知覚し、前提を拒否することによってそのような逆説的な質問を受け入れる方法（「無」とも呼ばれる戦略）を読者に示すことを試みている。
この本では、コールスタックなどの計算機科学の要素についても説明している。ある対話では、アキレスと亀の冒険について記述し、そこでは現実の異なる層に出入りする作用のある「pushing potion」と「popping tonic」が登場する。次の節では、論理、自己参照文、（「型のない」）システム、さらにはプログラミングの基本的な原則について説明している。ホフスタッターはさらに、2つの単純なプログラミング言語であるBlooPとFlooPを作成し、説明している。

## パズル
この本には、パズルが多く登場する。その中には有名なMUパズルもある。「Contracrostipunctus」というタイトルの章にもパズルが含まれている。これは、「acrostic」（折句）と「contrapunctus」（対位法）を組み合わせたものである。この章のアキレスと亀の対話で、著者は、著者（ホフスタッター）とバッハの両方を指す対位法的折句が章にあることを示唆している。各段落の最初の単語をつなげるとHofstadter's Contracrostipunctus Acrostically Backwards Spells 'J. S. Bach'（ホフスタッターの対位法的折句を逆に綴るとJ. S. Bachになる）となり、その頭文字を逆に綴ると、この文章が自己参照的に主張している通り"J S Bach"となる。

## 影響
この本は、1980年のピューリッツァー賞一般ノンフィクション部門、同年の全米図書賞科学部門を受賞した。『サイエンティフィック・アメリカン』1979年7月号のマーティン・ガードナーによるコラムでは、「数十年ごとに、未知の著者が、このような深み、明快さ、広がり、機知、美しさ、独創性を備えた本を発表し、それは文学界の重要な出来事として認識される。」と評された。
2007年夏、マサチューセッツ工科大学は、この本を中心として構築された高校生向けのオンライン課程を作成した。
連邦捜査局（FBI）は、2010年2月19日に発表した2001年の炭疽菌事件に関する調査概要で、ブルース・イビンズが2001年9月と10月に送ったとされる炭疽菌が封入された手紙の塩基配列に基づいて秘密のコードを隠す方法が、『ゲーデル、エッシャー、バッハ』に触発された可能性を示唆した。また、イビンズがこの本をゴミ箱に捨てて調査官から隠そうとしたことも示唆された。
日本では、1985年に白揚社から日本語訳が発行され、1980年代後半から90年代前半にかけて小ブームが起きた。

## 翻訳
ホフスタッターは、執筆中には翻訳のことはまったく考えていなかったと語っているが、出版社が本の翻訳を始めたとき、彼は他の言語、特にフランス語でこの本を読むことを非常に楽しみにしていたという。しかし、彼はこの本の翻訳時に考慮しなければいけない問題が数多くあることを知っていた。この本は、（英語による）言葉遊びや「構造的な駄洒落」に依存しており、作品の形と内容が互いに鏡映するように書かれている箇所もある（例えば「蟹のカノン」は、前から読んでも後から読んでもほぼ正確である）。
ホフスタッターは、翻訳の問題の例として「Mr. Tortoise, Meet Madame Tortue」（トータス氏、トルチュ夫人に会う）という段落を挙げ、翻訳者は「フランス語の名詞tortueが女性名詞であることと、Tortoiseという登場人物が男性であることの衝突に即座に突き当たった」と述べた。ホフスタッターは、フランス語版のMadame Tortueとイタリア語版のSignorina Tartarugaに名前をつけるという翻訳者の提案に同意した。意味を保持しつつ翻訳するという問題のために、ホフスタッターは「苦労して『ゲーデル、エッシャー、バッハ』のすべての文を調べ、対象となる言語の翻訳者のために写しに注釈を付けた」。
また、翻訳により、ホフスタッターは新しい意味や洒落を追加することができた。例えば、中国語版では、タイトルはan Eternal Golden Braidの翻訳ではなく、一見無関係な「集異璧」（異なる玉を集める）というものになっている。これは、発音すると「GEB」と同じ（ピン音: Jí Yì Bì）になる。
このような相互作用に関するいくつかの資料が、ホフスタッターのその後の書籍『Le Ton beau de Marot』に掲載されている。その多くは翻訳に関するものである。

## 書誌情報
- R. Hofstadter, Douglas (1999-5) [1979]. Gödel, Escher, Bach: An Eternal Golden Braid (Anniversary ed.). Basic Books. ISBN 978-0-465-02656-2
  - ダグラス・R・ホフスタッター『ゲーデル,エッシャー,バッハ あるいは不思議の環』野崎昭弘、はやしはじめ、柳瀬尚紀 訳、白揚社、1985年5月。ISBN 978-4-826-90025-6。 - 上記の翻訳
  - ダグラス・R・ホフスタッター『ゲーデル、エッシャー、バッハ あるいは不思議の環』野崎昭弘、はやしはじめ、柳瀬尚紀 訳（20周年記念版）、白揚社、2005年10月（原著1985年）。ISBN 978-4-826-90125-3。 - 上記の20周年記念版